# 厄斯金·漢密爾頓·奇爾德斯
厄斯金·漢密爾頓·奇爾德斯（英語：Erskine Hamilton Childers；1905年12月11日—1974年11月17日）是愛爾蘭共和國第4任總統, 在任內病逝。
| 前任： 埃蒙·德瓦莱拉 | 第4任愛爾蘭共和國總統 1973年至1974年 | 第4任愛爾蘭共和國總統 1973年至1974年 | 繼任： 卡福尔·奥道劳 |